# دانشگاه هنر زیبای کسل
دانشگاه هنر زیبای کسل (آلمانی؛ "Kunsthochschule Kassel") کالج هنرهای زیبا در Kassel، آلمان است. این دانشگاه در سال ۱۷۷۷ تأسیس شد و یک بخش نیمه انتفاعی از دانشگاه کسل است.

## افراد برجسته
- دانیل استیگلیتز[۱]
- پیتر آنجرمن
- سینان آکوش
- برنهارد ، کنت بیلند
- جولیوس باین (۱۸۲۶–۱۹۰۹)
- آگوست برومیس
- پل ارهارت (۱۸۸۸–۱۹۸۱)، دانشجو ۱۹۲۹–۱۹۳۱
- برند فریدمن
- هورست گلاسکر
- لودویگ امیل گریم
- Dörte Helm (1898-1941)، دانشجو ۱۹۱۵–۱۹۱۸
- سیگلیند کالنباخ، حضور در سال ۱۹۷۶–۱۹۸۳
- هری کرامر
- بیورن ملهوس
- اوا مول
- هالزی رودمن
- هانس Sautter (1877–1961)، در ۱۹۱۹ استاد شد، از ۱۹۳۱ تا ۱۹۳۳ مدیر
- ویلهلم اشمیتیدیلد
- کرت ویت (۱۹۵۹–۱۸۸۲)، استاد از ۱۹۱۶ تا ۱۹۳۲، کارگردان از ۱۹۲۵ تا ۱۹۳۱
- میائو شیائوچون
- کالج کارولینوم (کاسل)

1. ↑  "Haydauer Stein war der Auftakt | Melsungen". Archived from the original on 8 August 2022. Retrieved 3 March 2021.